# Integração econômica total
A integração econômica total, ou integração económica total, entre países ou territórios faz com que seus membros adotem uma moeda comum, harmonizem por completo as suas políticas fiscais e transfiram o controle sobre a política econômica para o conjunto dos membros.
Moeda comum, livre circulação de mercadorias, pessoas,serviços e capitais. Se elege uma autoridade supranacional com a finalidade de administrar a política social, monetária e fiscal de todos os membros. A Zona Euro da União Européia é um exemplo.